# Kajakarstwo zwałkowe

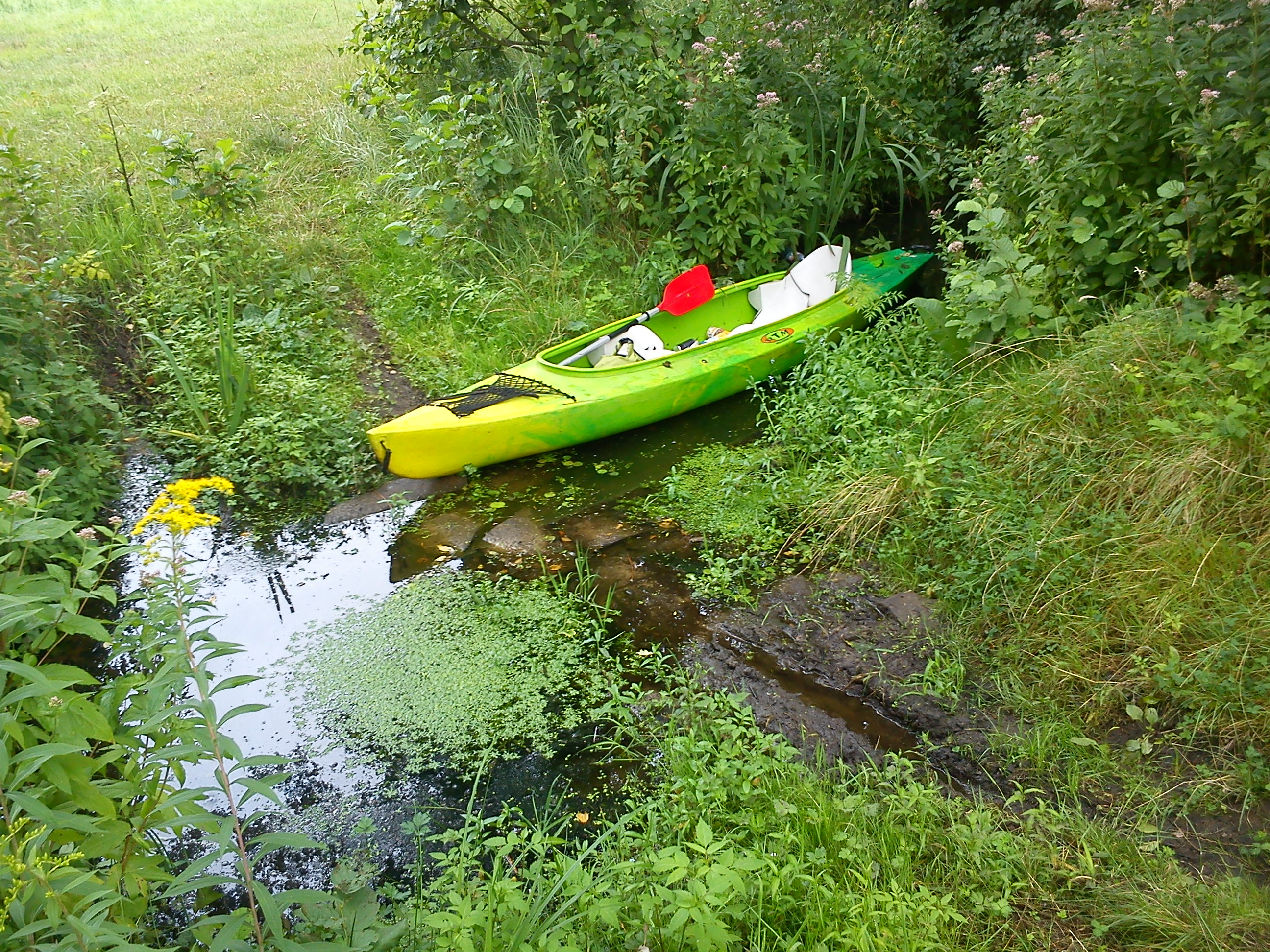
Spływ bezimiennym dopływem Młynówki Sułowskiej (dopływ Baryczy). Przeszkoda na szlaku - bród

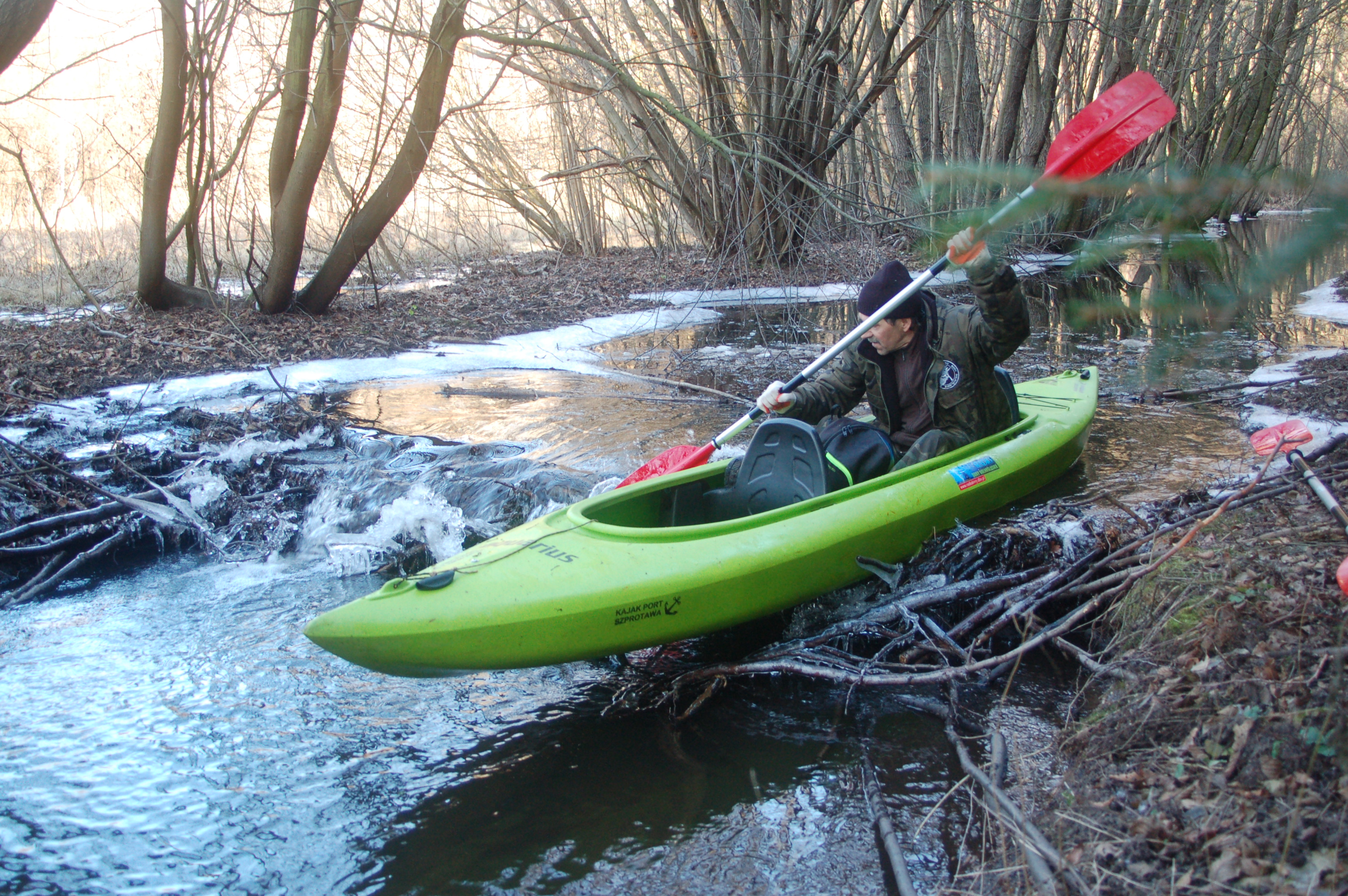
Spływ potokiem Sucha (dopływ Szprotawy). Przeszkoda na szlaku - tama bobrów.

Kajakarstwo zwałkowe (ang. logjams) – odmiana kajakarstwa rzecznego nastawiona na pokonywanie rzek i strumieni o dużej liczbie przeszkód w korycie (tzw. zwałek), uniemożliwiających swobodne przepłynięcie. Szlak zwałkowy to mały lub średniej wielkości ciek, w którym występują odcinki o dużym nasyceniu naturalnych przeszkód. Szlakami zwałkowymi mogą być zarówno rzeki nizinne, jak i górskie.

## Trudności
Skalę trudności szlaku zwałkowego determinuje przede wszystkim wskaźnik uciążliwości (U5 lub U6). Utrudnienia generowane są głównie przez zwalone pnie, gałęzie, żeremia bobrowe, progi, kładki, mostki, zatory z naniesionych przez rzekę przedmiotów, w tym np. opon lub lodówek i inne.
Pokonywanie przeszkód w kajakarstwie zwałkowym odbywa się najczęściej bez opuszczania kajaka, z użyciem specjalnych technik i sprzętu (odpowiednie kajaki i bardzo wytrzymałe wiosła, służące m.in. do podpierania i innych manipulacji). Często dzieje się to dzięki współpracy w grupie, poprzez napływanie na inny kajak lub wzajemne przeciąganie. Sport ten wymaga przygotowania technicznego i pewnej siły fizycznej, a także umiejętności współpracy w grupie. Podczas pokonywania przeszkód uczestnicy spływu starają się nie naruszać naturalnego układu przeszkód, poprzez stosowanie np. pił lub siekier, a używają prawie wyłącznie umiejętności technicznych i własnych mięśni.

## Sprzęt
Podczas spływów zwałkowych używa się jednoosobowych kajaków polietylenowych z fartuchem, gdyż pokonywanie przeszkód wymaga częstych i znacznych przechyłów oraz zanurzania. Rezygnuje się też z kamizelek, które mogą zaczepiać o przeszkody. Zalecane są kaski, okulary ochronne i rzutki. Z uwagi na powyższe spływy odbywają się z reguły w grupach, tak aby żaden z uczestników nie pozostał poza zasięgiem wzroku (możliwość udzielenia natychmiastowej pomocy). 
Kajakarstwo zwałkowe, ze względu na swój charakter nie wymaga odbywania dalekich podróży od wielkich aglomeracji. W ekstremalnych przypadkach spływy można organizować na niewielkich ciekach, w bezpośredniej bliskości miast.

## Przykłady szlaków zwałkowych
W Polsce do kajakarstwa zwałkowego nadają się np.:
- Łobżonka,
- Tążyna,
- Ryszka,
- Prusina,
- Korabiewka,
- Gardęga,
- Gąsawka,
- Ukleja,
- Głuszynka,
- Sucha.